# Isaiah Whitehead
Isaiah Whitehead (Brooklyn, 8 de março de 1995) é um jogador norte-americano de basquete profissional que atualmente joga pelo Brooklyn Nets, disputando a National Basketball Association (NBA). Foi selecionado pelo Utah Jazz na segunda rodada do draft da NBA em 2016.